# Pascal-François-Joseph Gossellin

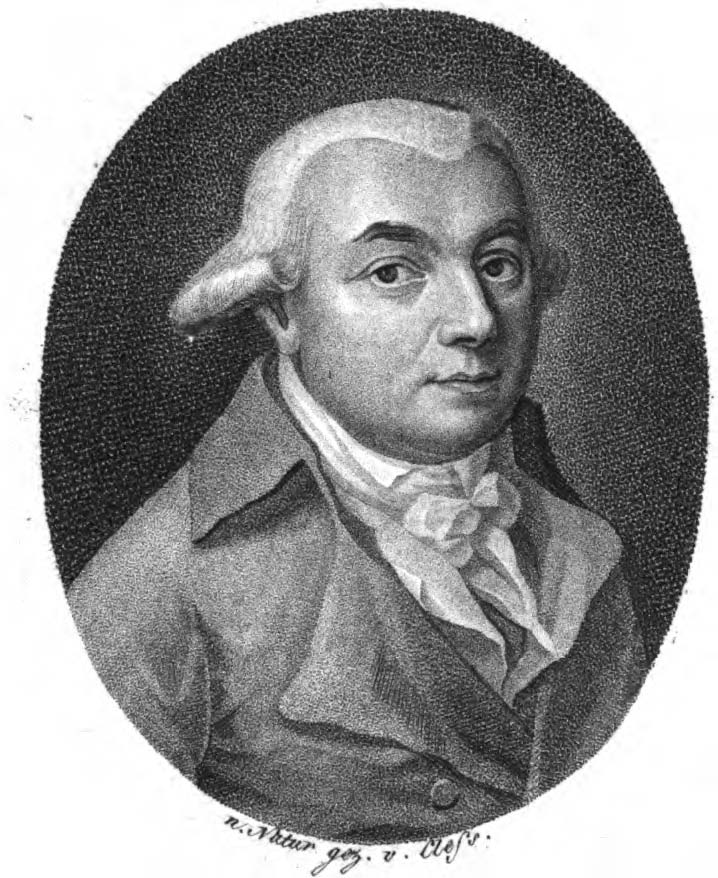
Pascal-François-Joseph Gossellin

Pascal-François-Joseph Gossellin (* 6. Dezember 1751 in Lille; † 7. Februar 1830 in Paris) war ein französischer Altertumsforscher.

## Leben
Gosselin hat sich besonders um die alte Geographie verdient gemacht. Er machte zur Aufhellung dunkler Stellen des römischen Straßennetzes 1772–74 und 1780 wissenschaftliche Reisen durch einen großen Teil von Europa und ließ sich dann in Paris nieder.
1784 wurde er zum Deputierten beim Conseil royal de commerce, 1789 in die Nationalversammlung gewählt und gleichzeitig zum Mitglied der Académie des Inscriptions et Belles-Lettres ernannt. Vom Wohlfahrtsausschuss wurde er 1794 in das Kriegsministerium berufen und mit geographischen Arbeiten beauftragt, 1799 zum Mitaufseher des Medaillenkabinetts zu Paris ernannt, welche Stelle er auch unter dem Kaiserreich und unter der Restauration behielt. 1808 wurde er zum auswärtigen Mitglied der Göttinger Akademie der Wissenschaften gewählt.
Seine Forschungen auf dem Gebiet der alten Geographie sind, außer in zahlreichen Einzelschriften und Abhandlungen, niedergelegt in seinen beiden Hauptwerken: Geographie des Grecs analysée (1790) und Recherches sur la géographie des anciens (1798–1813).

## Werke
- Catalogue des médailles antiques et modernes, principalement des inédites et des rares, en or, argent, bronze, etc., du cabinet de M. d’Ennery. Avec Charles Philippe Campion de Tersan, 1788
- Géographie des Grecs analysée, ou les systêmes d’Eratosthenes, de Strabon et de Ptolémée comparés entre eux et avec nos connoissances modernes. 1790 (online bei Gallica)
- Recherches sur la géographie systématique et positive des anciens pour servir de base à l’histoire de la géographie ancienne. 2 Bände, 1813
- De l’Évaluation et de l’Emploi des mesures itinéraires grecques et romaines. 1813
- Atlas ou recueil de cartes géographiques. 1814
- Recherches sur le principe, les bases et l’évaluation des différents systèmes métriques linéaires de l’antiquité. 1819